# میلوپوئز

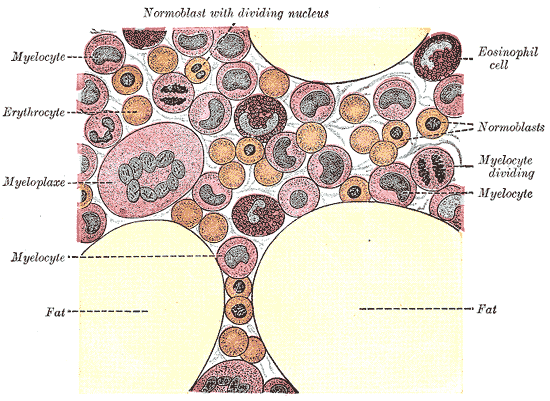
میلوپوئز

میلوپوئز (انگلیسی: Myelopoiesis) در هماتولوژی به طور کلی عبارت است از تولید مغز استخوان و تمام سلول‌هایی که از آن به وجود می‌آیند، یعنی تمام سلول‌های خونی. در معنای محدودتر، میلوپوئز همچنین به طور ویژه به تشکیل تنظیم شده لکوسیت‌های میلوئیدی (میلوسیت‌ها)، از جمله گرانولوسیت‌های ائوزینوفیلیک، گرانولوسیت‌های بازوفیل، گرانولوسیت‌های نوتروفیل و مونوسیت‌ها اشاره دارد.
پیش‌ساز میلوئیدی مشترک می‌تواند در مغز استخوان به گلبول‌های قرمز خون و مگاکاریوسیت‌ها (که منجر به پلاکت‌ها می‌شود) و همچنین ماست‌سل‌ها و میلوبلاست‌ها تمایز یابد که دومی منجر به خط میلوسیتی (گرانولوسیت‌ها) و به مونوسیت‌ها، ماکروفاژها و ماکروفاژهای ایمنی ذاتی می‌شود. گرانولوسیت‌ها که به دلیل هسته‌های چندلوبی خود، لکوسیت‌های پلی‌مورفونوکلئر نیز نامیده می‌شوند، سه نوع سلول کوتاه‌مدت شامل ائوزینوفیل، بازوفیل و نوتروفیل هستند. یک گرانولوسیت با فرآیندی به نام گرانولوپوئز به یک نوع سلول متمایز تبدیل می‌شود. در این فرآیند ابتدا از یک میلوبلاست مشترک (پیش‌ساز میلوئید) به یک پرومیلوسیت مشترک تبدیل می‌شود. این پرومیلوسیت یک میلوسیت منحصر به فرد ایجاد می‌کند که برای نخستین بار می‌تواند به عنوان ائوزینوفیل، بازوفیل یا پیش‌ساز نوتروفیل بر اساس میل ترکیبی رنگ‌آمیزی بافت شناسی (گرانول‌های ائوزینوفیل، بازوفیل یا خنثی) طبقه‌بندی شود. میلوسیت منحصربه‌فرد در مرحله بعد به یک متامیلوسیت و سپس یک سلول نواری با هسته C شکل، قبل از تبدیل شدن به یک ائوزینوفیل، بازوفیل یا نوتروفیل بالغ تمایز می‌یابد. ماکروفاژها از اجداد مونوبلاست‌ها به وجود می‌آیند که به پرومونوسیت‌ها تمایز می‌یابند که به مونوسیت بالغ تبدیل می‌شوند. مونوسیت‌ها در پایان وارد بافت‌ها شده و به ماکروفاژ تبدیل می‌شوند.